# 国道41号

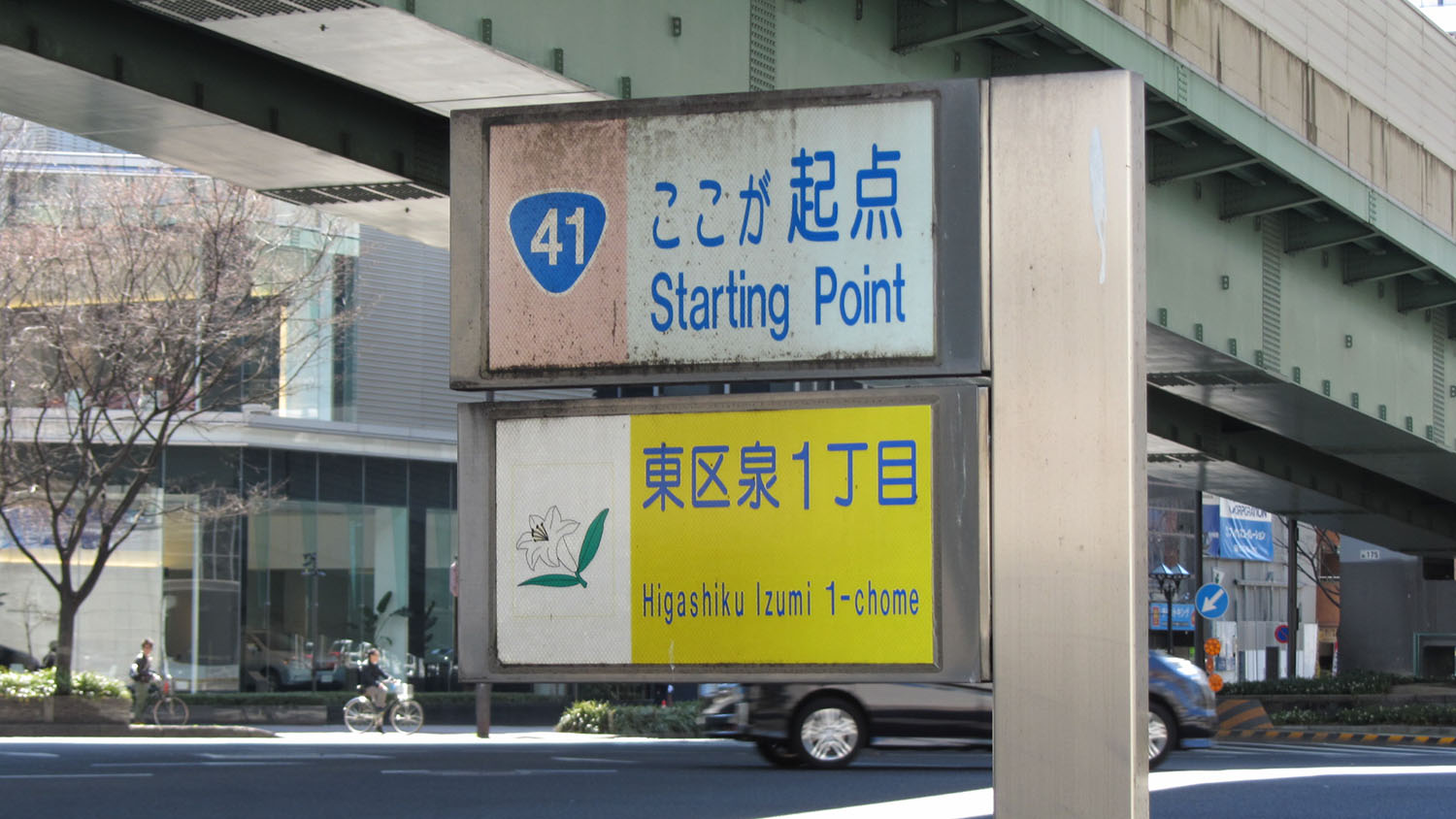
国道41号起点ポスト
愛知県名古屋市東区
高岳交差点

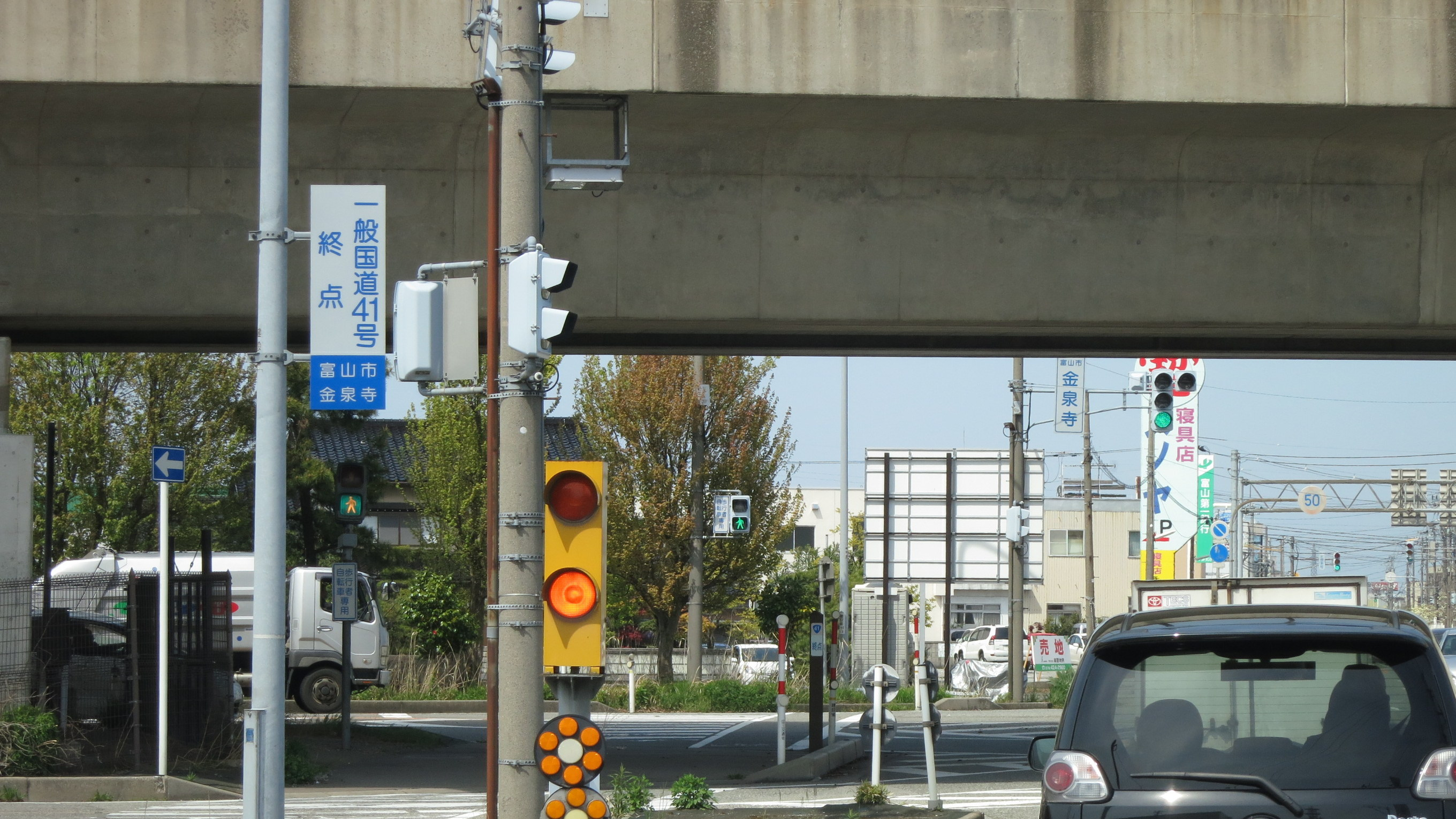
国道41号終点標識
富山県富山市 金泉寺交差点

国道41号（こくどう41ごう）は、愛知県名古屋市東区から富山県富山市に至る一般国道である。

## 概要
岐阜県美濃加茂市以北は概ねJR東海高山本線のルートと一致しているが、飛驒市古川地区（旧・吉城郡古川町） - 富山市猪谷地区（旧・婦負郡細入村）の区間では、高山本線が勾配を避けて宮川に沿う「越中西街道」に沿っているのに対し、国道41号は数河峠を越え、飛驒市神岡地区（旧・吉城郡神岡町）を経由する「越中東街道」に沿っている。
名古屋方の片側2車線あるいは3車線区間は平日、休日問わず混雑している。また富山方は休日に混雑が見られる。近頃は、名古屋高速道路、東海北陸自動車道の整備により緩和されている。
なお、東海北陸自動車道の飛驒清見IC - 白川郷IC間、五箇山IC - 福光IC間は危険物積載車両の通行が禁止されているので、当線が迂回ルートとして活用されている。そのため大型長距離トラック・トレーラーが当線を利用することも多い。

### 路線データ
一般国道の路線を指定する政令に基づく起終点および重要な経過地は次のとおり。
- 起点：名古屋市（東区泉二丁目2705番、高岳交差点 = 国道19号交点）
- 終点：富山市（金泉寺65番の1、金泉寺交差点 = 国道8号交点）
- 重要な経過地：小牧市、犬山市、可児市、美濃加茂市、岐阜県加茂郡川辺町、同郡白川町、同県益田郡金山町[注釈 3]、同郡下呂町[注釈 3]、同郡萩原町[注釈 3]、高山市、同県吉城郡古川町[注釈 4]、同郡神岡町[注釈 4]、富山県婦負郡細入村[注釈 5]
- 総延長 : 246.4 km（富山県 34.8 km、岐阜県 183.8 km、愛知県 20.5 km、名古屋市 7.3 km）[3][注釈 6]
- 重用延長 : なし[3][注釈 6]
- 未供用延長 : なし[3][注釈 6]
- 実延長 : 246.4 km（富山県 34.8 km、岐阜県 183.8 km、愛知県 20.5 km、名古屋市 7.3 km）[3][注釈 6]
  - 現道 : 246.4 km（富山県 34.8 km、岐阜県 183.8 km、愛知県 20.5 km、名古屋市 7.3 km）[3][注釈 6]
  - 旧道 : なし[3][注釈 6]
  - 新道 : なし[3][注釈 6]
- 指定区間：名古屋市東区泉二丁目2705番 - 富山市金泉寺65番の1（全線）[4]

## 歴史
1953年（昭和28年）に指定された二級国道は、現代の国道体系につながる国道として、前年に指定された一級国道に続くものであった。この二級国道には3桁の路線番号と起終点を並べた路線名が付され、二級国道155号名古屋富山線は、このとき指定された二級国道144路線のなかのひとつであった。のちに国道体系を見直す改革が行われ、二級国道155号の重要性が認められて一級国道に昇格することになり、1958年（昭和33年）9月30日には旧来の路線番号155号は2桁に変わり、一級国道41号に改められた。1965年（昭和40年）には、一級・二級国道の区別が撤廃されて一般国道41号として管理されることになった。
1968年（昭和43年）8月18日、折から襲ってきた台風によって、岐阜県の飛騨川に沿う国道41号の各所が崩落する災害によって道路が寸断され、立ち往生した15台の観光バスのうちの2台が土砂崩壊に巻き込まれて川中に転落する事故が発生し、104名の人命が失われた。この事故を教訓として、国である道路管理者は防災施設を設置するだけでなく、防災点検を定期的に実施して、異常気象時に通行止めの措置を講ずるよう道路安全管理の従来の在り方を改める大きなきっかけとなった。

### 年表
- 1953年（昭和28年）5月18日 - 県道富山岐阜線などが二級国道155号名古屋富山線（名古屋市 - 富山市）に指定される[9]。
- 1954年（昭和29年） - 名古屋富山間道路の整備を促進しようと期成同盟会を結成[10]。
- 1956年（昭和31年）度 - 城南交差点 - 一番町交差点間が富山大空襲による戦災復興都市計画の主要街路としてコンクリート舗装によって車道部が完成[11]。
- 1958年（昭和33年）
  - 9月30日 - 一級国道41号（名古屋市 - 富山市）、当時の国道155号を昇格。国道155号は一時欠番に。
- 1959年（昭和34年）
  - この年に改修工事が始まる[10]。上大久保、下大久保各地内の改良工事に着手[12]。
- 1960年（昭和35年）4月18日 - 大沢野地内の改良工事と富南村（現・富山市）、富山市の用地買収および熊野川橋梁の建設に着手[12]。
- 1962年（昭和37年） - 建設省（現・国土交通省）の手により婦負郡細入村（現・富山市）楡原に清水谷橋が新設される[13]。
- 1963年（昭和38年）
  - 7月から11月20日まで - 笹津から新熊野橋までの6.5 kmの舗装工事が完了[14]。
  - 同年中 - 楡原の集落を貫く清水谷橋の延長上の道路が拡幅・舗装される[13]。
- 1965年（昭和40年）4月1日 - 一級・二級の等級区分が廃止され、一般国道41号になる。
- 1966年（昭和41年） - 古川町杉崎から神岡町西に至る区間は、神原峠経由から勾配緩和改良が進んだ数河峠経由に大きく経路変更される。現在の岐阜県道75号神岡河合線の一部。同年5月、婦負郡細入村（現・富山市）笹津 - 富山市大手町の区間が建設省の直轄指定区間となる[11]。
- 1968年（昭和43年）
  - 8月18日 - 白川町内で飛騨川バス転落事故が発生。
  - 11月23日 - 国道改修工事が全線で完了。同年12月に全線開通祝賀会[10]。
- 1969年（昭和44年）11月 - 富山市の最勝寺バイパスが開通[15]。
- 1975年（昭和50年） - 名濃バイパス（名古屋市 - 岐阜県美濃加茂市）完成。これ以前は愛知県犬山市 - 岐阜県各務原市鵜沼の間においては名鉄犬山線の電車も道路上を通る犬山橋を通行し、各務原市鵜沼 - 美濃加茂市の区間は国道21号との重複区間であった。
- 1976年（昭和51年）3月31日 - 国道8号富山高岡バイパスが本線化されたことに伴い。国道8号旧道のうち金泉寺交差点 - 公会堂前（現・城址公園前）交差点間が国道41号に編入される[16]。
- 2016年（平成29年）4月1日 - 美濃加茂市御門町（新太田橋交差点）から加茂郡川辺町石神（新山川橋北詰交差点付近）に至る区間（約7km ）は美濃加茂バイパス開通により岐阜県道371号美濃加茂川辺線に降格[17]。

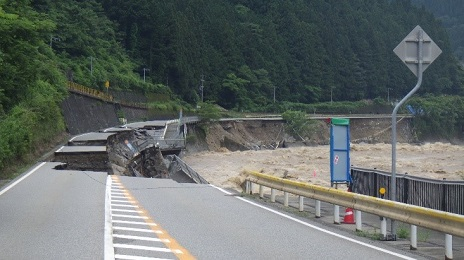
路面が崩落した箇所。2020年7月23日撮影。

- 2020年（令和2年）7月8日 - 令和2年7月豪雨の影響で、下呂市小坂町付近で路面が崩落する被害を受けた[18][19]。
- 2021年（令和3年）
  - 7月28日 - 上記の下呂市小坂町付近で路面が崩落する被害の災害復旧工事が完成、片側交互通行規制を解除[20]。
  - 8月15日 - 豪雨により飛騨川が増水し全面復旧が終わったばかりの下呂市小坂町付近の道路の土台となる護岸が崩落[21]。

## 路線状況
岐阜県内の大半および富山県内の一部（岐阜県美濃加茂市から富山県富山市旧大沢野町および富山市の終点付近）は片側1車線だが、名古屋市内の一部区間、愛知県小牧市から岐阜県可児市、および旧富山市内のほとんどは片側2車線で美濃加茂市街地、高山市街地にも片側2車線区間が存在する。起点から小牧市（一部を除く）、および旧富山市内の市街地の一部は片側3車線となる。
名古屋市東区東片端付近の下り線の第一車線と第二、第三車線の間には御神木のクスノキがあり、当該区間では木を避けるように、車線が分かれている。

### 別名
- ぶり街道（ブリ街道）、鰤街道、ぶり出世街道（富山市）[22]
  - 冷蔵・冷凍技術が未発達の頃、富山湾でとれた寒ブリを塩漬けにして、一人あたり60 - 100 kgのブリを背負い、歩荷が富山から雪深い山国の飛騨国まで約90 kmの道のりを8日ほどかけて歩いて運んだので、富山市から高山市までの飛騨街道の区間にこの名がある[23]。ブリは成長すると名前が代わる出世魚であるところから、「ブリ出世街道」とよばれることもある[23]。こうして運ばれた塩ブリは、飛騨では飛騨ブリ、越中ブリと呼んだ。さらに飛騨ブリは野麦峠を越えて信濃まで運ばれ、高級魚としてもてはやされた。そのため、ブリは飛騨で獲れたものと思っていた人も少なくなかったといわれる[23]。
- ノーベル街道（高山市、飛騨市、富山市）[24]
  - 白川英樹（ノーベル化学賞受賞）が青年期まで過ごした高山市と在住中の名古屋市、小柴昌俊（ノーベル物理学賞）が研究生活をしていたスーパーカミオカンデのある吉城郡神岡町（現：飛騨市）、利根川進（ノーベル生理学医学賞受賞）が幼少時に住んでいた上新川郡大沢野町（現：富山市）、田中耕一（ノーベル化学賞受賞）の出身地である富山市を通ることから、岐阜県と富山県が共同で「ノーベル街道」という呼び名を広めようとしている。また、野依良治・現理化学研究所理事長も長らく名古屋大学で教鞭を執っている。さらに2008年（平成20年）、名古屋市出身で名古屋大学卒・大学院修了の小林誠、益川敏英がノーベル物理学賞、名古屋大学で研究生・助教授として5年余りを過ごした下村脩がノーベル化学賞を受賞し、併せて報道されている[25]。2014年（平成26年）には、青色発光ダイオードの発明でノーベル物理学賞を受賞した天野浩、赤崎勇両氏が、やはり国道41号線の起点である名古屋市にある名古屋大学、名城大学で研究を行っていた。2015年（平成27年）のニュートリノ研究で物理学賞の梶田隆章も1995年（平成7年）に富山市大沢野（旧大沢野町）に引っ越した。関東平野に育ったために山間地よりも平野の広がっている町を選んだという[26]。
- ぶり・ノーベル出世街道（高山市、飛騨市、富山市）[27]
  - 上記2つの別名が出世（出世魚・科学者としての出世）を連想させることから命名された。
- 空港線（名古屋市東区、北区）
  - 国道41号の名古屋市内区間と名古屋市道堀田高岳線とを併せた通称。名古屋市内から県営名古屋空港へとアクセスする際、国道41号がメインのルートとなることから付いた。制定は1984年で名古屋市土木局が公募した。応募数ではトップでなかったが、ふさわしい名前として採用された。なお、通称名末尾の「線」は目的地を表し、「通」（沿道に由来。例：東海通）とは区別された[28]。
- 美濃白川四季彩街道（岐阜県加茂郡白川町）[29]
- 益田（ました）街道（下呂市）
- 飛騨街道（高山市、飛騨市、富山市）
  - 地図や書物によっては美濃加茂市以北、益田街道の区間を含んで飛騨街道と称している場合もある。
- 越中東街道（高山市、飛騨市、富山市）
- 城址大通り（富山市）

### バイパス

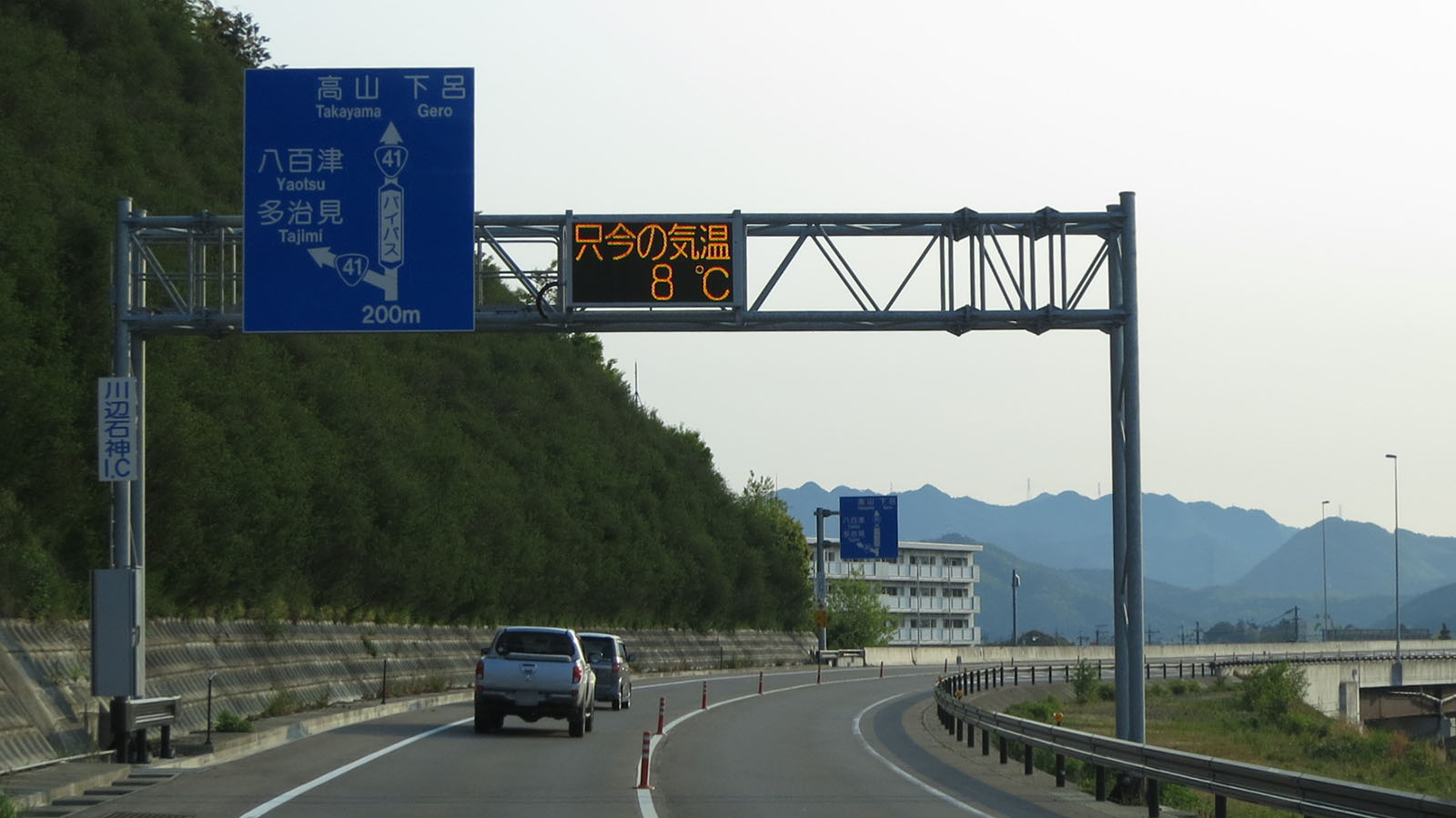
美濃加茂バイパス
岐阜県加茂郡川辺町中川辺

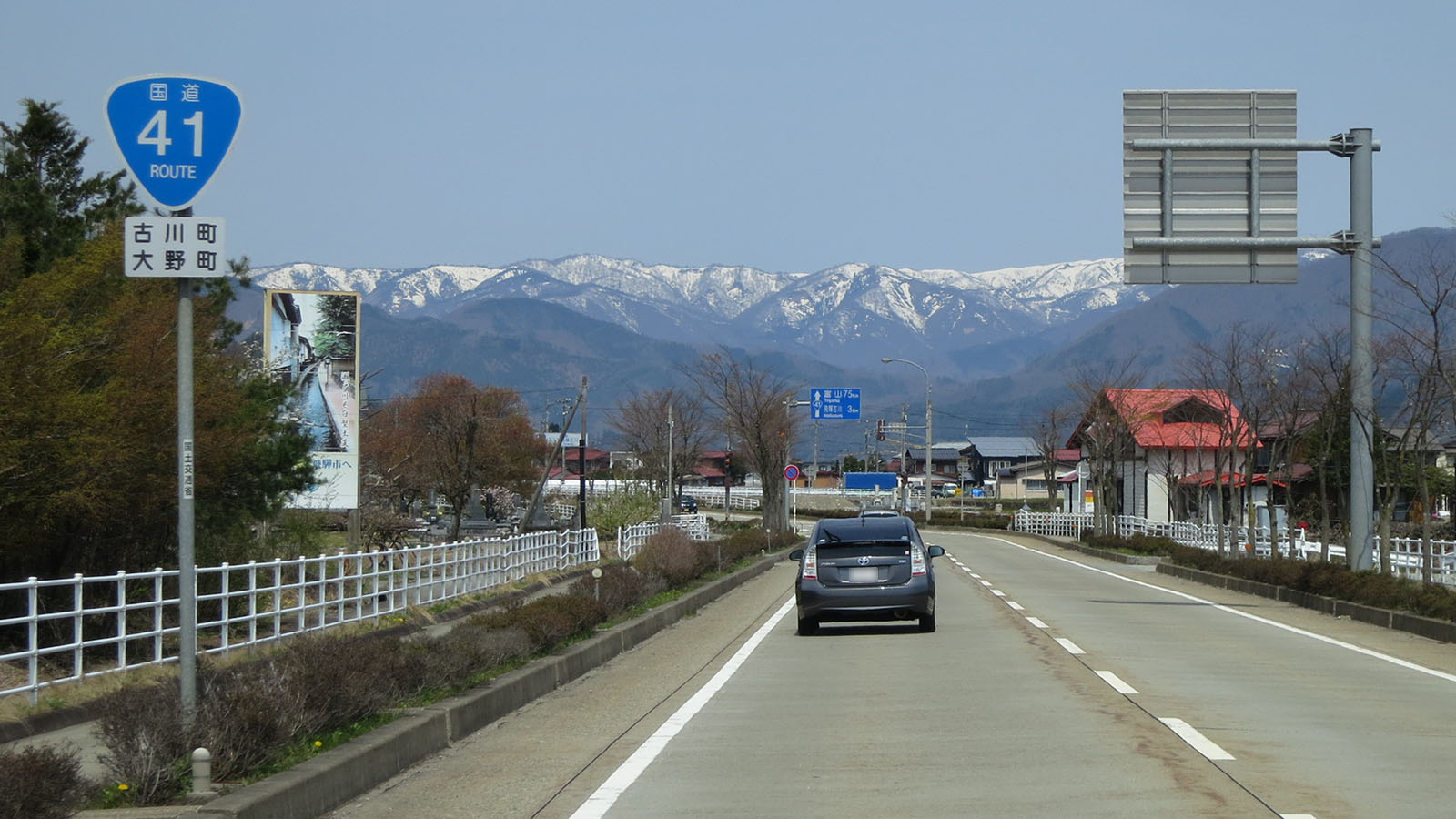
国府古川バイパス
岐阜県飛驒市古川町

- 名濃バイパス（愛知県・岐阜県）
- 美濃加茂バイパス（岐阜県）
- 下原改良（岐阜県）
- 屏風岩改良（岐阜県）
- 門原防災（岐阜県）
- 下呂バイパス（岐阜県）
- 小坂久々野バイパス（岐阜県）
- 石浦バイパス（岐阜県）
- 高山バイパス（岐阜県）
- 高山国府バイパス（岐阜県）
- 国府バイパス（岐阜県）
- 国府古川バイパス（岐阜県）
- 古川バイパス（岐阜県）
- 船津割石防災（岐阜県）
- 猪谷楡原道路（一部開通）（富山県）
- 大沢野・富山南道路（未開通）（富山県）

### 重複区間

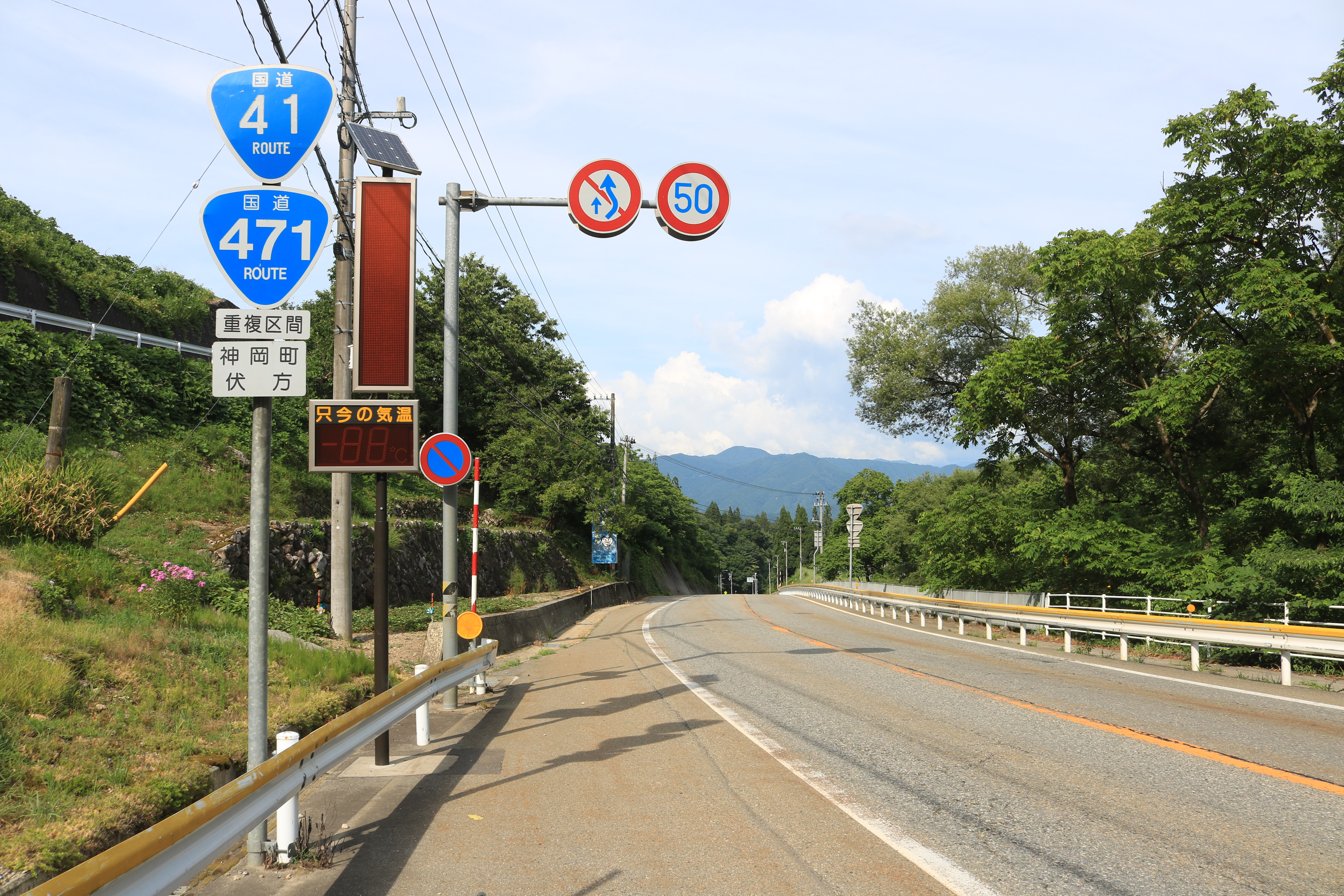
国道471号との重複
岐阜県飛騨市神岡町

- 国道418号（岐阜県美濃加茂市山之上・美濃加茂IC - 加茂郡川辺町石神・新山川橋北詰交差点）
- 国道256号（岐阜県加茂郡白川町・河東橋西詰 - 下呂市金山町金山・下妙見町交差点）
- 国道257号（岐阜県下呂市小川・帯雲橋交差点 - 下呂市萩原町萩原・はぎわら大橋東詰）
- 国道472号（岐阜県高山市上岡本町・上岡本町南交差点 - 飛騨市古川町野口）
- 国道471号（岐阜県飛騨市古川町野口 - 飛騨市神岡町船津・船津北交差点）
- 国道360号（富山県富山市猪谷 - 富山市本丸・城址公園前交差点）

### 道路施設

#### 橋梁
- 新川中橋（名古屋市北区、矢田川・庄内川）
- 中濃大橋（可児市 - 美濃加茂市、木曽川）
- 七宗橋（七宗町、飛騨川）
- 飛泉橋（白川町、飛騨川）
- 七曲橋（白川町、飛騨川）
- 鷲原橋（白川町、飛騨川）
- 境橋（下呂市、馬瀬川）
- 七里橋（下呂市、飛騨川）
- 帯雲橋（下呂市、飛騨川）
- 小坂大橋（下呂市、小坂バイパス、小坂川）
- 無数原大橋（下呂市、飛騨川・高山本線）
- 門坂大橋（下呂市、飛騨川）
- がいばら大橋（下呂市、阿多粕改良、飛騨川）
- 小原橋（高山市、飛騨川）
- 長淀橋（高山市、飛騨川）
- 三枝橋（高山市、高山国府バイパス、川上川）
- 上切高架橋（高山市、高山国府バイパス）
- 名張橋（高山市、国府バイパス、宮川）
- 新蛤橋（飛騨市、古川バイパス、宮川）
- 新鮎ノ瀬橋（飛騨市、古川バイパス、宮川）
- 吉ヶ原橋（飛騨市、高原川）
- 割石橋（飛騨市、高原川）
- 二ツ屋橋（飛騨市、高原川）
- 跡津川橋（飛騨市、跡津川）
- 高原川橋（富山市 - 飛騨市、高原川）
- 新国境橋（飛騨市 - 富山市、宮川）
- 庵谷大橋（富山市）
- 庵谷町長大橋（富山市、猪谷楡原道路、神通川）
- 布尻楡原大橋（富山市、猪谷楡原道路、神通川）
- 岩稲橋（富山市、神通川[注釈 7]）
- 新笹津橋（富山市、神通川）
- 熊野橋（富山市、熊野川）

#### トンネル
- 七宗第1トンネル（七宗町）
- 七宗第2トンネル（七宗町）
- 七宗第4トンネル（七宗町）
- 金山トンネル（下呂市）
- 下原トンネル（下呂市、下原改良）
- 下呂トンネル（下呂市、下呂バイパス）
- 小坂久々野トンネル（下呂市 - 高山市、阿多粕改良）
- 大原山トンネル（高山市、久々野局改）
- 丸草山トンネル（高山市、久々野局改）
- 宮峠トンネル（高山市、石浦バイパス）
- 高山国府トンネル（高山市、高山国府バイパス）
- 船津トンネル（飛騨市）
- 杉山トンネル（飛騨市）
- 横山トンネル（飛騨市 - 富山市）
- 猪谷トンネル（富山市）
- 庵谷トンネル（富山市）
- 楡原トンネル（富山市、猪谷楡原道路）
- 重忠トンネル（富山市、猪谷楡原道路）

#### 道の駅
- 岐阜県
  - みのかも（美濃加茂市）
  - ロック・ガーデンひちそう（加茂郡七宗町）
  - 美濃白川（加茂郡白川町）
  - 飛騨街道なぎさ（高山市）
  - アルプ飛騨古川（飛騨市）
- 富山県
  - 細入（富山市）

### 事前通行規制区間
| 区間                                                  | 規制内容                       |
| ----------------------------------------------------- | ------------------------------ |
| 岐阜県下呂市金山町中切 - 岐阜県下呂市三原間           | 連続雨量150 mm以上の場合通行止 |
| 岐阜県加茂郡白川町坂ノ東 - 岐阜県下呂市金山町井尻間   | 連続雨量150 mm以上の場合通行止 |
| 岐阜県加茂郡七宗町樫原 - 岐阜県加茂郡白川町河岐間     | 連続雨量150 mm以上の場合通行止 |
| 岐阜県飛騨市神岡町船津 - 岐阜県飛騨市神岡町東茂住間   | 連続雨量120 mm以上の場合通行止 |
| 岐阜県下呂市小坂町門坂 - 岐阜県高山市久々野町無数河間 | 連続雨量150 mm以上の場合通行止 |

## 地理

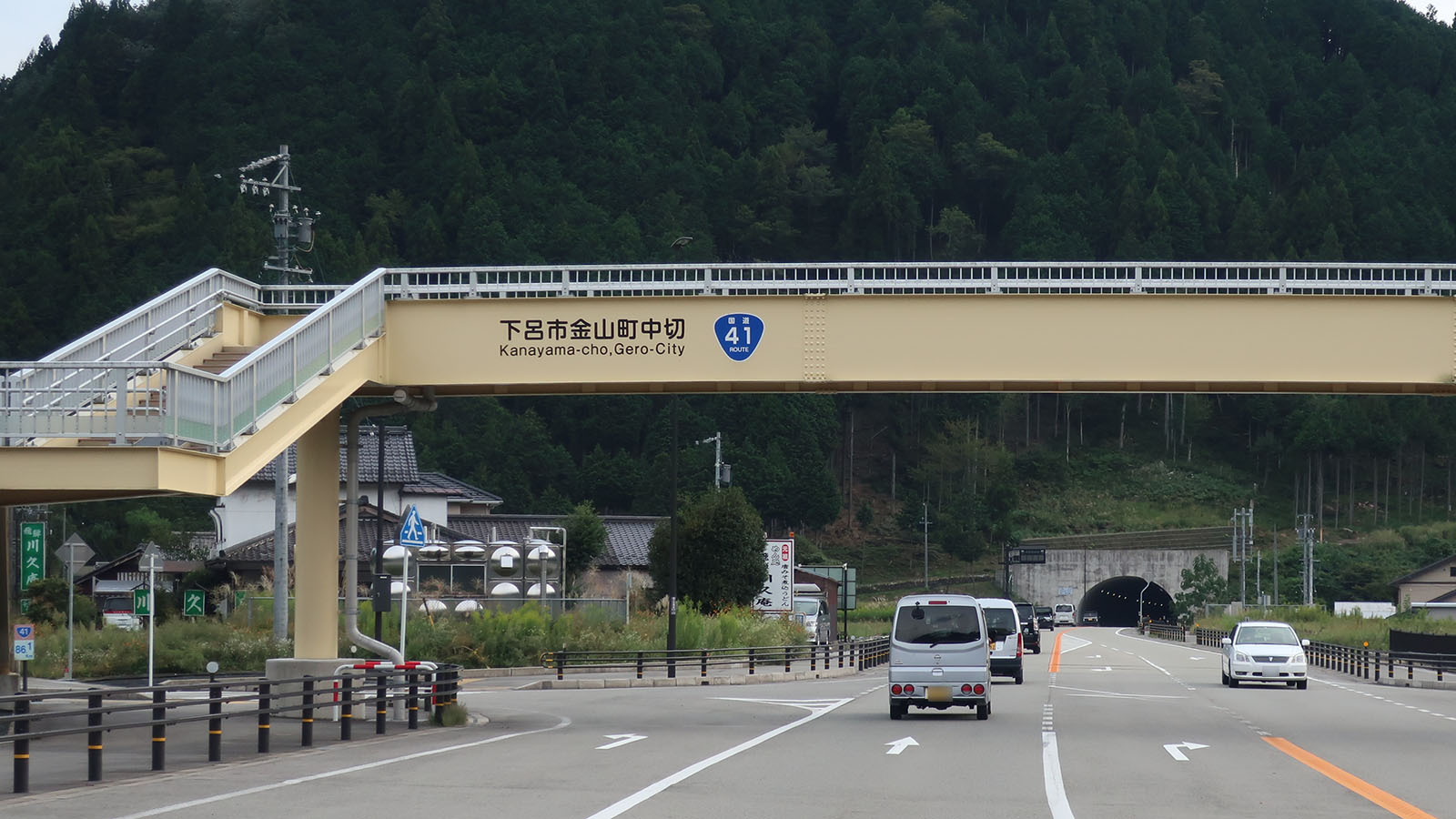
岐阜県下呂市金山町中切
（2019年9月）

### 通過する自治体
- 愛知県
  - 名古屋市（東区 - 北区） - 西春日井郡豊山町 - 小牧市 - 丹羽郡大口町 - 丹羽郡扶桑町 - 犬山市
- 岐阜県
  - 可児市 - 美濃加茂市 - 加茂郡川辺町 - 加茂郡七宗町 - 加茂郡八百津町[注釈 8] - 加茂郡白川町 - 下呂市 - 高山市 - 飛騨市
- 富山県
  - 富山市

### 交差する道路
一般国道・高速道路
中部地方整備局管内
- 愛知県
  - 国道19号（名古屋市東区・高岳交差点起点）
  - 名古屋高速道路1号楠線東片端入口（名古屋市東区）
  - 名古屋高速道路1号楠線黒川出入口・楠出入口（名古屋市北区）
  - 国道302号（名古屋市北区・大我麻町交差点）
  - 名古屋高速道路11号小牧線豊山南出入口（名古屋市北区・西春日井郡豊山町）
  - 名古屋高速道路11号小牧線豊山北出入口（西春日井郡豊山町・小牧市）
  - 名古屋高速道路11号小牧線小牧南出入口・堀の内出入口（小牧市）
  - 国道155号（小牧市・間々本町交差点）
  - 東名高速道路・名神高速道路小牧IC（小牧市）
  - 名古屋高速道路11号小牧線小牧北出入口（小牧市）
  - 国道155号バイパス（北尾張中央道）（小牧市・村中交差点）
- 岐阜県
  - 国道21号・国道248号太田バイパス（美濃加茂市・太田町交差点）
  - 東海環状自動車道美濃加茂IC（美濃加茂市山之上）
  - 国道418号（美濃加茂市山之上・美濃加茂IC - 加茂郡川辺町石神・新山川橋北詰交差点）
  - 国道256号（加茂郡白川町・坂東橋西詰 -（重複）- 岐阜県下呂市・下妙見町交差点）
  - 濃飛横断自動車道下呂IC （下呂市）
  - 国道257号（下呂市・帯雲橋交差点 -（重複）- はぎわら大橋東詰）
  - 国道158号（高山市・上岡本町南交差点）
  - 国道472号（高山市・上岡本町南交差点 -（重複）- 飛騨市古川町野口）
  - 中部縦貫自動車道（国道158号）高山清見道路高山IC（高山市：高山国府バイパス）
  - 高山国府バイパス（高山市・金桶橋西交差点）
  - 国道471号（飛騨市古川町野口 - 船津北交差点）

北陸地方整備局管内
- 富山県
  - 国道360号（富山市猪谷 -（重複）- 城址公園前交差点）
  - 北陸自動車道富山IC（富山市）
  - 国道359号（富山市・掛尾町交差点）
  - 国道8号（富山市・金泉寺交差点終点）

県道・政令指定都市主要地方道
- 愛知県
  - 名古屋市道堀田高岳線（名古屋市東区・高岳交差点起点）
  - 愛知県道215号田籾名古屋線（名古屋市東区・清水口交差点）
  - 愛知県道102号名古屋犬山線（名古屋市北区・北警察署南交差点）
  - 名古屋市道名古屋環状線（名古屋市北区・黒川交差点）
  - 愛知県道202号守山西線（名古屋市北区・新川中橋南詰）
  - 愛知県道162号松河戸西枇杷島線（名古屋市北区・新川中橋北詰）
  - 愛知県道59号名古屋中環状線（名古屋市北区・丸新町交差点）
  - 愛知県道62号春日井稲沢線（西春日井郡豊山町・豊場交差点）
  - 愛知県道448号名古屋空港中央線（西春日井郡豊山町・幸田交差点）
  - 愛知県道161号名古屋豊山稲沢線（西春日井郡豊山町・青山下屋敷交差点）
  - 愛知県道166号小牧岩倉一宮線（小牧市・多気中町東交差点 -（重複）- 下小針中島2丁目南交差点）
  - 愛知県道165号春日小牧線（小牧市・下小針中島2丁目南交差点）
  - 愛知県道25号春日井一宮線（小牧市・花塚橋南交差点）
  - 愛知県道451号名古屋外環状線（小牧市・花塚橋北交差点）
  - 愛知県道197号小牧春日井線（小牧市・弥生町交差点）
  - 愛知県道158号小口名古屋線（小牧市・横内南交差点）
  - 愛知県道179号宮後小牧線（小牧市・横内西交差点）
  - 愛知県道176号若宮江南線（丹羽郡大口町・新宮2丁目交差点）
  - 愛知県道158号小口名古屋線（丹羽郡大口町・中小口5丁目交差点）
  - 愛知県道157号小口岩倉線（丹羽郡大口町・中小口3丁目交差点）
  - 愛知県道194号斎藤羽黒線（丹羽郡大口町・上小口2丁目交差点）
  - 愛知県道192号草井羽黒線（丹羽郡大口町・上小口2丁目交差点 -（重複）- 南新田交差点）
  - 愛知県道27号春日井各務原線（犬山市・五郎丸交差点）[30]
  - 愛知県道49号春日井犬山線・愛知県道64号一宮犬山線（犬山市・塔野地交差点）
  - 愛知県道188号善師野西北野線（犬山市塔野地）
  - 愛知県道461号犬山自然公園線（尾張パークウェイ）清水IC（犬山市）
- 岐阜県
  - 岐阜県道122号御嵩犬山線（可児市・菅刈交差点）
  - 岐阜県道361号可児川停車場日本ライン公園線（可児市・大脇交差点）
  - 岐阜県道84号土岐可児線（可児市・中濃大橋南交差点）
  - 岐阜県道207号各務原美濃加茂線（美濃加茂市・太田本町4交差点）
  - 岐阜県道63号美濃加茂和良線（美濃加茂市太田町）
  - 岐阜県道347号蜂屋太田線（美濃加茂市蜂屋町）
  - 岐阜県道348号山之上古井線（美濃加茂市山之上町・山之上IC）
  - 岐阜県道80号美濃川辺線（加茂郡川辺町中川辺・川辺鹿塩IC）
  - 岐阜県道371号美濃加茂川辺線（加茂郡川辺町石神・新山川橋北詰交差点）
  - 岐阜県道64号可児金山線（加茂郡川辺町・上川辺交差点 -（重複）- 加茂郡七宗町・中麻生上交差点）
  - 岐阜県道62号下呂白川線（加茂郡白川町・白川口交差点）
  - 岐阜県道58号関金山線（下呂市・井尻交差点）
  - 岐阜県道432号門和佐瀬戸線（下呂市・中原大橋西詰）
  - 岐阜県道88号下呂小坂線（下呂市・三原交差点）
  - 岐阜県道440号乗政下呂停車場線（下呂市・帯雲橋交差点 -（重複）- 下呂市小川）
  - 岐阜県道439号飛騨萩原停車場線（下呂市・萩原交差点）
  - 岐阜県道88号下呂小坂線（下呂市・矢ヶ野交差点）
  - 岐阜県道87号久々野朝日線・岐阜県道455号段久々野線（高山市・無数河交差点）
  - 岐阜県道98号宮萩原線（高山市・一之宮交差点）
  - 岐阜県道460号石浦陣屋下切線（高山市・石浦町北交差点）
  - 岐阜県道458号町方高山線（高山市・下岡本町南交差点）
  - 岐阜県道89号高山上宝線（高山市・冬頭町交差点）
  - 岐阜県道73号高山清見線・岐阜県道471号谷高山線（高山市・上切町交差点：高山国府バイパス）
  - 岐阜県道471号谷高山線（高山市・金桶橋西交差点 -（重複）- 名張交差点）
  - 岐阜県道482号新田飛騨国府停車場線（高山市・名張交差点）
  - 岐阜県道76号国府見座線（高山市・広瀬交差点）
  - 岐阜県道479号古川宇津江四十八滝国府線（飛騨市・大野交差点）
  - 岐阜県道471号谷高山線（飛騨市・新蛤橋西詰 -（重複）- 上野交差点）
  - 岐阜県道90号古川清見線・岐阜県道480号飛騨古川停車場線（飛騨市・稲葉交差点）
  - 岐阜県道75号神岡河合線（飛騨市・諏訪田交差点 -（重複）- 鷹狩橋交差点）
  - 岐阜県道473号鼠餅古川線（飛騨市・袈裟丸南交差点）
  - 岐阜県道75号神岡河合線（飛騨市神岡町西）
- 富山県
  - 富山県道192号猪谷停車場線（富山市・猪谷交差点）
  - 富山県道25号砺波細入線（富山市・新笹津橋南詰）
  - 富山県道69号富山笹津線・富山県道188号東猪谷富山線（富山市・新笹津橋北詰）
  - 富山県道65号富山大沢野線（富山市笹津）
  - 富山県道318号笹津安養寺線（富山市・西大沢交差点）
  - 富山県道341号八尾大沢野線（富山市・高内交差点）
  - 富山県道340号二松上大久保線（富山市・上二杉交差点）
  - 富山県道183号大沢野大山線（富山市・上二杉交差点 -（重複）- 上大久保六区西交差点）
  - 富山県道35号立山山田線（富山市・下大久保若草町交差点）
  - 富山県道130号総合運動公園線（富山市・オムニパーク交差点）
  - 富山県道318号笹津安養寺線（富山市・安養寺交差点）
  - 富山県道68号富山外郭環状線（富山市・下熊野南交差点）
  - 富山県道55号富山空港線（富山市・空港口交差点）
  - 富山県道56号富山環状線（富山市・赤田交差点 -（重複）- 上袋交差点）
  - 富山県道317号下掛尾堀川小泉線（富山市・掛尾町第二交差点）
  - 富山県道3号富山立山魚津線・富山県道62号富山小杉線（富山市・城南公園前交差点）
  - 富山県道44号富山高岡線（富山市・城址公園前交差点）
  - 富山県道22号富山停車場線・富山県道43号富山上滝立山線（富山市・荒町交差点）
  - 富山県道30号富山港線（富山市・北新町交差点）
  - 富山県道172号八幡田稲荷線（富山市・東町交差点）
  - 富山県道65号富山大沢野線（富山市・双代町交差点）
  - 富山県道56号富山環状線（富山市・荒川東部交差点）
  - 富山県道175号新庄大山線（富山市・新庄交差点）
  - 富山県道4号富山上市線・富山県道177号蓮町新庄線（富山市・向新庄口交差点）
  - 富山県道316号稲荷町新庄線（富山市・新庄町第五交差点）
  - 富山県道65号富山大沢野線（富山市・五本榎交差点）
  - 富山県道365号流杉町袋線（富山市・金泉寺交差点終点）

### 主な峠
- 宮峠（標高777 m）：岐阜県高山市
- 数河峠（標高896 m）：岐阜県飛騨市（旧古川町・神岡町）[31]
- 庵谷峠（標高360 m）：富山県富山市

## ギャラリー

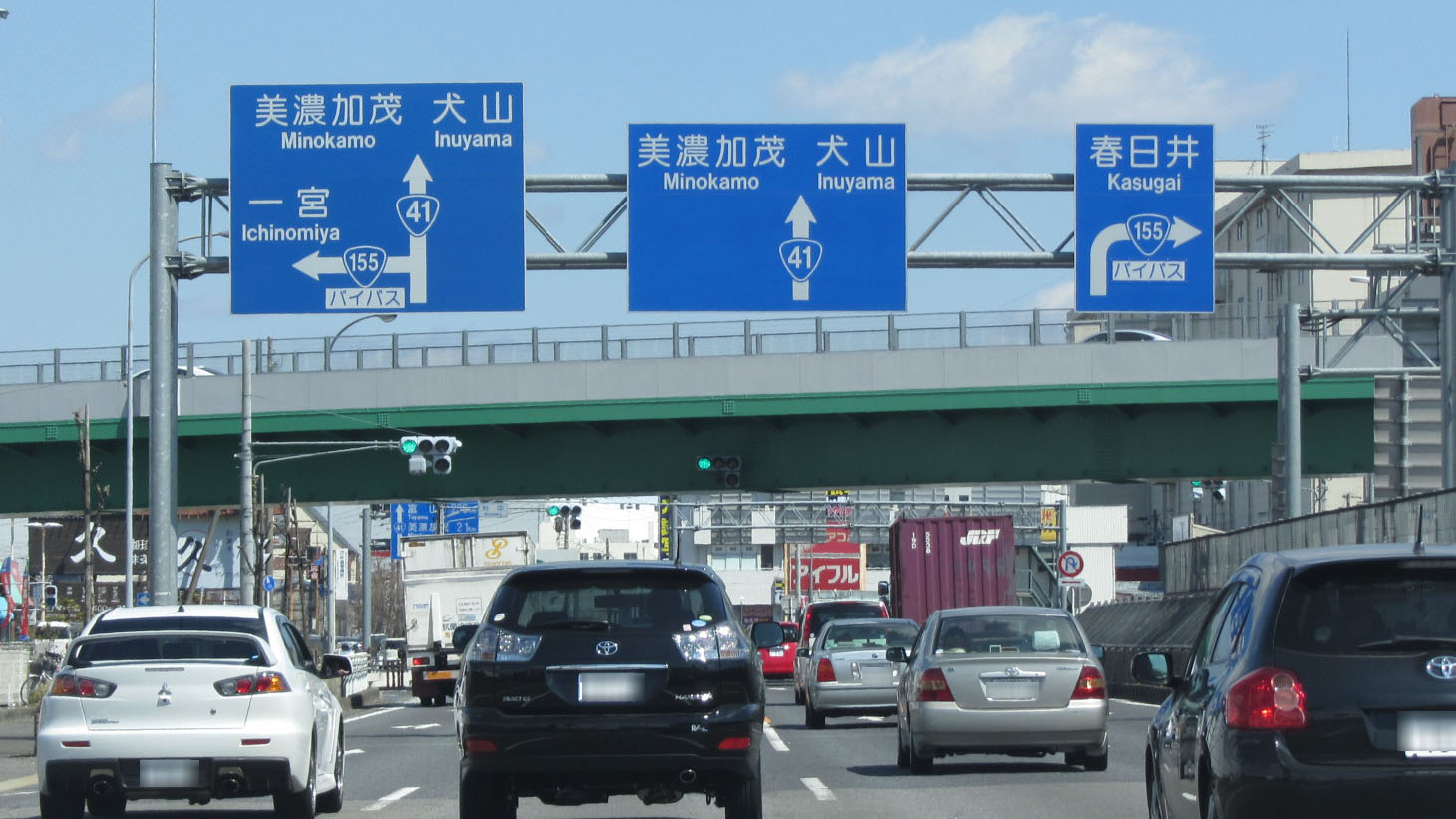
国道155号との交差 愛知県小牧市大字村中
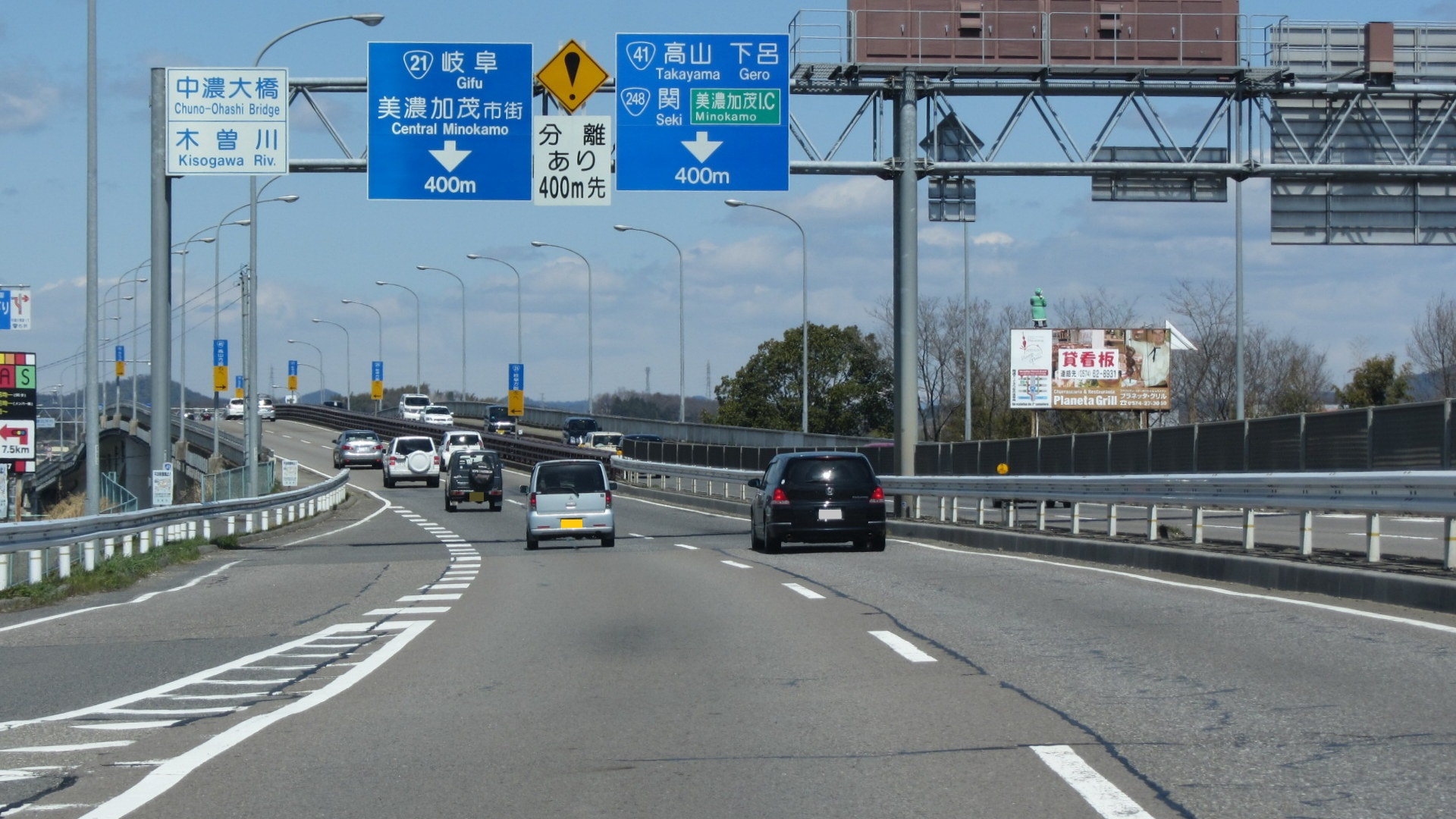
中濃大橋付近 国道21号・国道248号分岐 岐阜県可児市土田
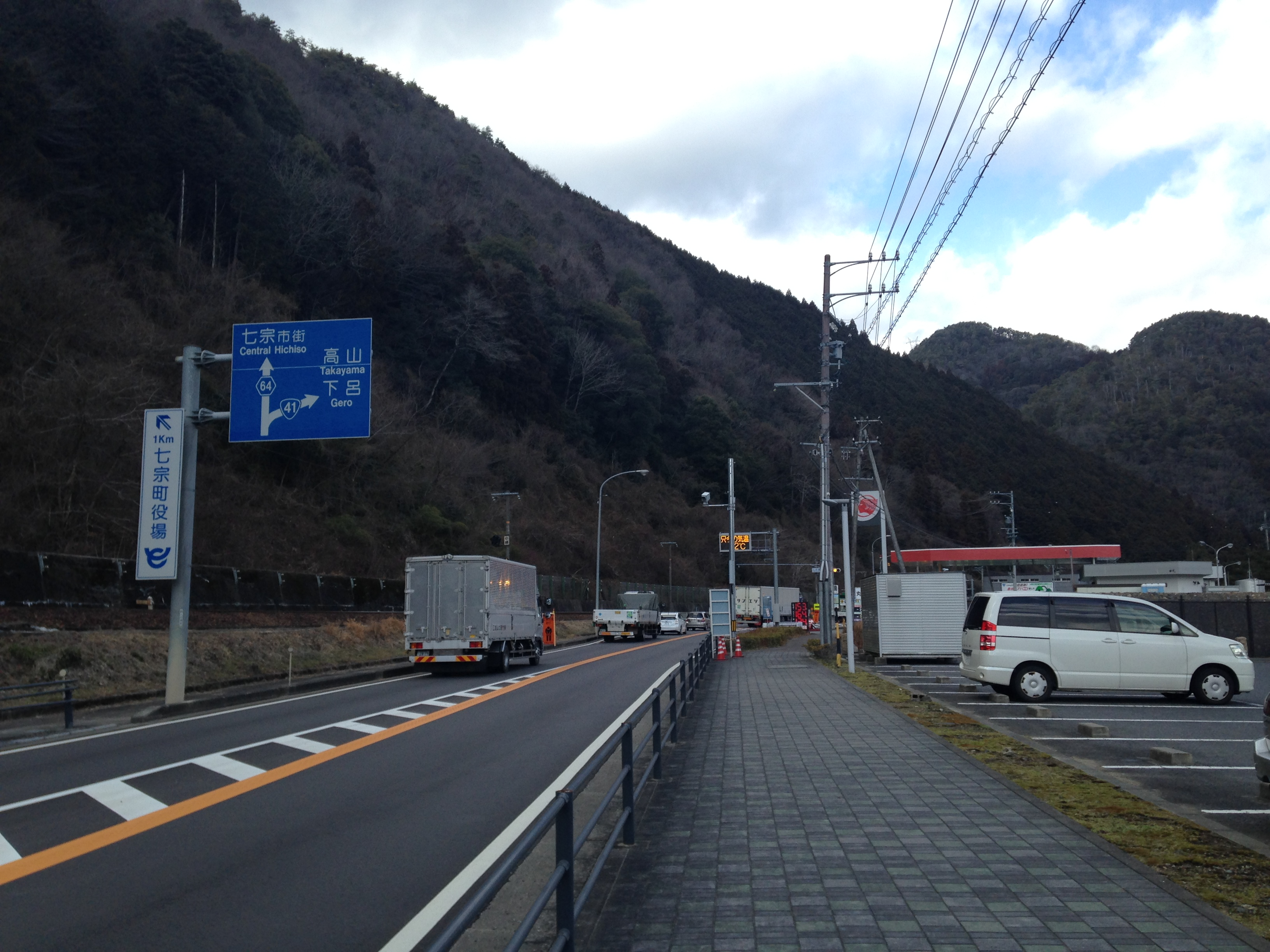
七宗橋付近 岐阜県加茂郡七宗町
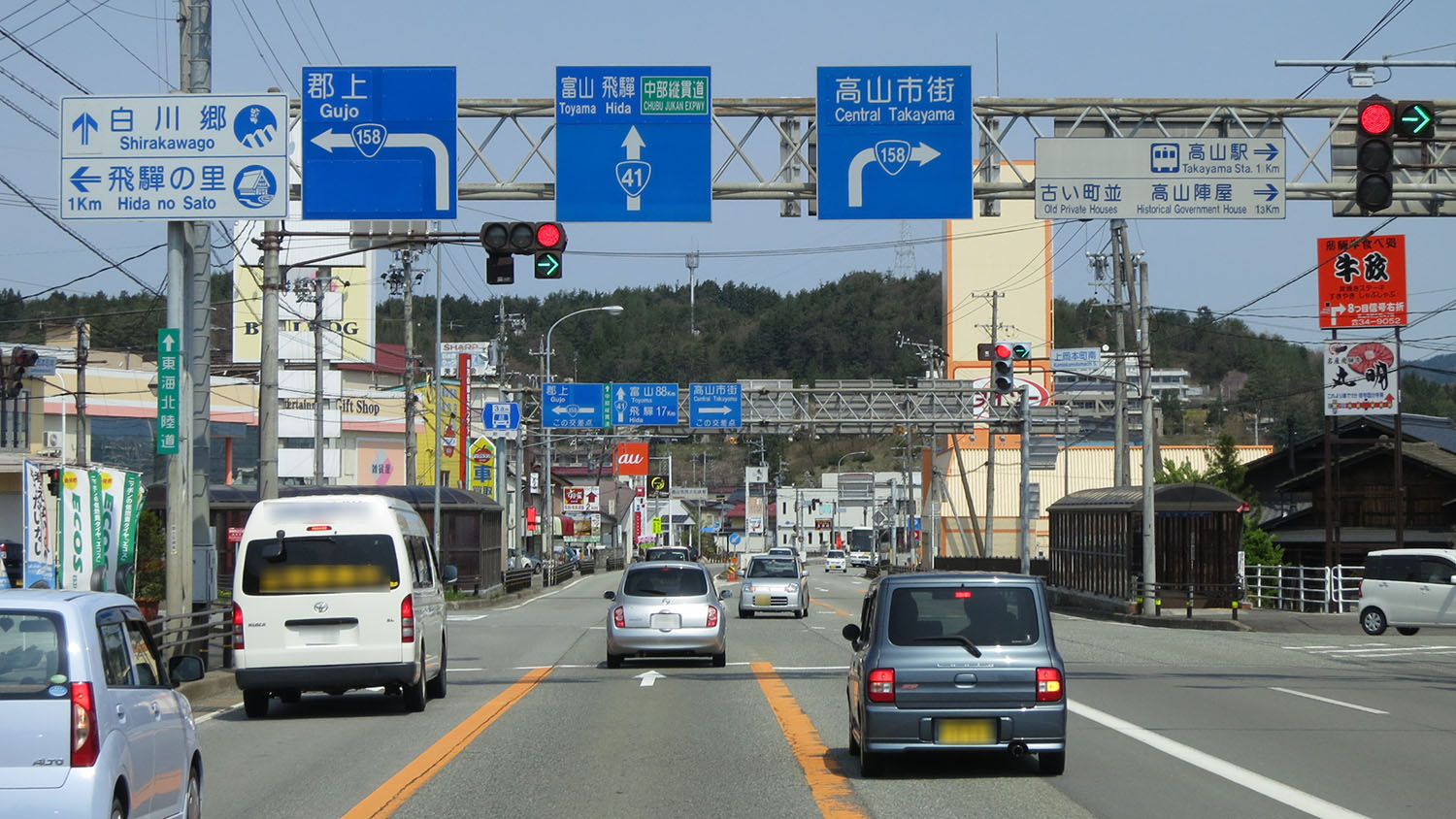
国道158号との交差 岐阜県高山市上岡本町
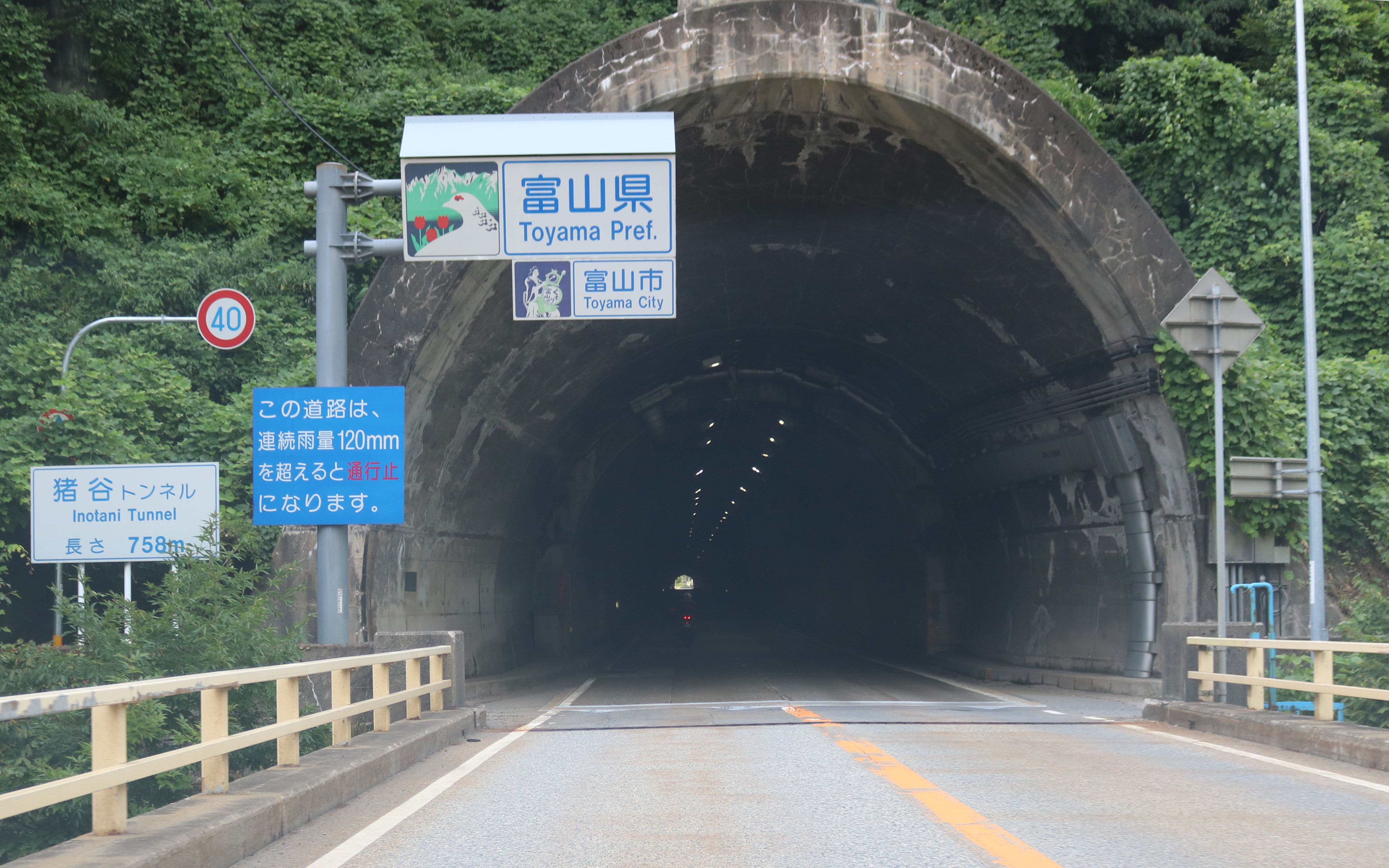
富山県境 富山県富山市
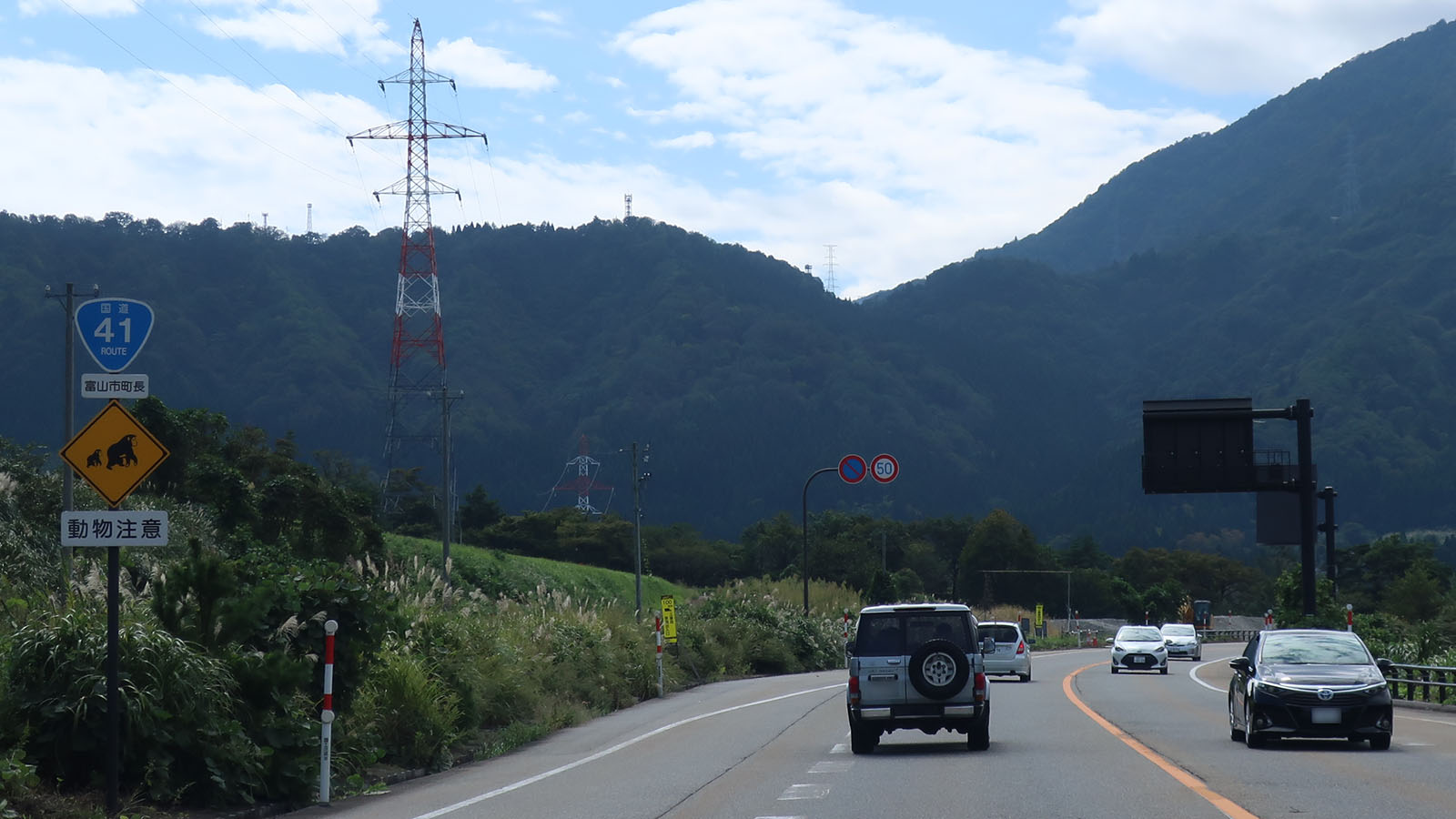
富山県富山市町長